# Borinți, Sliven
Borinți (în bulgară Боринци) este un sat în comuna Kotel, regiunea Sliven,  Bulgaria. 

## Demografie
Componența etnică a satului Borinți
     Bulgari (67,12%)
     Romi (2,73%)
     Turci (30,13%)
     Nicio identificare (0%)
La recensământul din 2011, populația satului Borinți era de 146 locuitori. Din punct de vedere etnic, majoritatea locuitorilor (67,12%) erau bulgari, existând și minorități de turci (30,13%) și romi (2,73%). Pentru 0,0% din locuitori nu este cunoscută apartenența etnică.